# راگنار یانسن
راگنار یانسن (انگلیسی: Ragnar Jansson; ۱ اکتبر ۱۹۰۸ – ۹ سپتامبر ۱۹۷۷) قایقران قایق بادبانی اهل فنلاند بود.